# Ctenoplusia gemmata
Ctenoplusia gemmata là một loài bướm đêm trong họ Noctuidae.